# Kościół św. Piotra w Rostocku

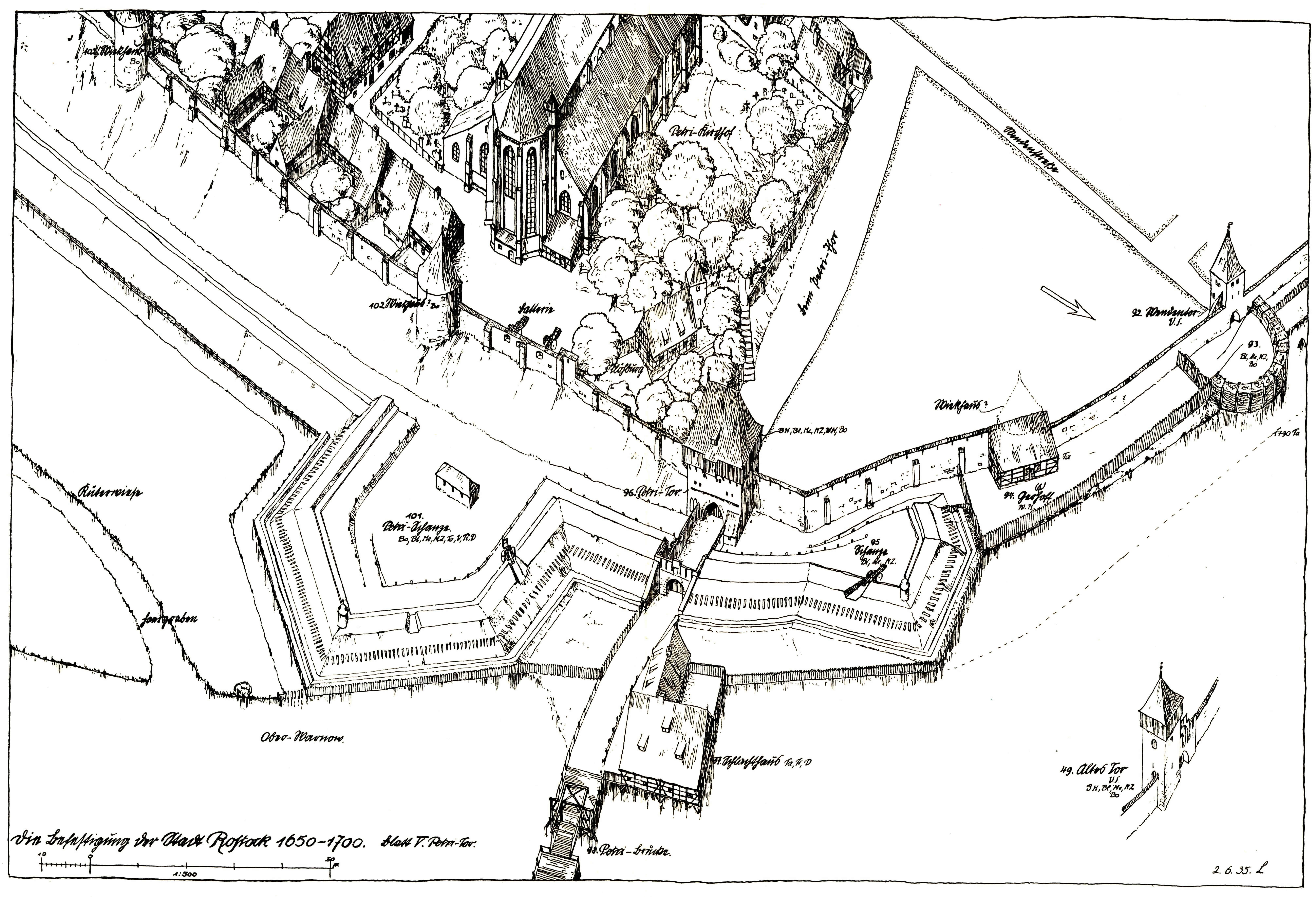
Rekonstrukcja obwarowań miejskich w okolicach kościoła św. Piotra w II poł. XVII w

Kościół św. Piotra w Rostocku (niem. Petrikirche) – kościół ewangelicko-luterański, położony w centrum hanzeatyckiego Rostocku. Jeden z czterech głównych kościołów Starego Miasta obok kościoła Mariackiego, kościoła św. Mikołaja i kościoła św. Jakuba, zniszczonego w wyniku drugiej wojny światowej i wyburzonego w 1960.
Kościół św. Piotra jest najstarszym z wymienionych kościołów i najwyższym; jego wieża mierzy 117,00 m.

## Historia
Już ok. 1300 wzniesiono na miejscu dzisiejszego kościoła św. Piotra budowlę kościelną (najstarsza znana wzmianka historyczna o kościele w tym miejscu pochodzi z 1252). Był to kościół trzynawowy, wzniesiony z kamienia o barwie od ciemnoczerwonej do fioletowej, jego podmurowanie było zbudowane częściowo z granitu. Fragmenty tej budowli zachowały w przyczółkach obu naw bocznych. Ówczesny kościół miał prawdopodobnie wieżę poprzeczną lub parę wież; jej pozostałości tkwią w murach obecnej wieży.
W poł. XV w. na miejscu pierwotnego kościoła wzniesiono trzynawową bazylikę w typowym dla Europy północnej stylu gotyku ceglanego.
Ok. 1500 do kościoła dobudowano od zachodu wysoką na 127 m wieżę, która w 1543 spłonęła od uderzenia pioruna, co pozostali w Rostocku po nastaniu reformacji katolicy odebrali jako przejaw kary boskiej zesłanej na protestantów. Do 1578 wieża wraz z hełmem została odbudowana, po czym po raz drugi w wyniku burzy została częściowo zniszczona. Odbudowano ją, ale niższą, 117-metrową. Wieża służyła jako punkt orientacyjny dla przybywających z morza i z lądu. Przez następne stulecia niepogoda odcisnęła na wieży swoje ślady, tak że w 1902 trzeba było przeprowadzić jej zakrojoną na szeroką skalę renowację.
Podczas bombardowania Rostocku przez lotnictwo brytyjskie w nocy z 26 na 27 kwietnia 1942 kościół św. Piotra mocno ucierpiał. Pokryty miedzianą blachą hełm wieży spłonął. Pastwą płomieni padły też organy, barokowy ołtarz, renesansowa ambona, jak również niektóre epitafia. Udało się natomiast uratować średniowieczną chrzcielnicę z brązu (A. Ribe, 1512), jak również fragment drogi krzyżowej, relief przedstawiający Chrystusa przed Piłatem. Sklepienia nawy głównej i południowej zawaliły się, ocalało natomiast sklepienie nawy północnej. W trakcie niezdecydowanej odbudowy wieża została zabezpieczona tymczasowym zadaszeniem a nawę środkową przekryto płaskim drewnianym stropem o wysokości 24 m. Poza tym zamurowano arkady między nawą środkową a nawami bocznymi, zaś ściany nawy głównej pobielono wapnem. Wieży kościelnej nie odbudowano.
W 1994 w ramach specjalnego, rządowego programu renowacji miast, za pieniądze pochodzące od władz landu i miasta oraz z darowizn i funduszu ochrony zabytków odbudowano hełm wieży, pokrywając go miedzianą blachą, dzięki czemu kościół św. Piotra na powrót stał się symbolem Rostocku. Na wieży utworzono poza tym platformę widokową na wysokości 45 m, na którą można wspiąć się po 195 wąskich stopniach schodów lub wjechać windą. Z platformy przy dobrej pogodzie rozciąga się daleki widok na miasto Rostock, Warnemünde i Bałtyk.

## Architektura

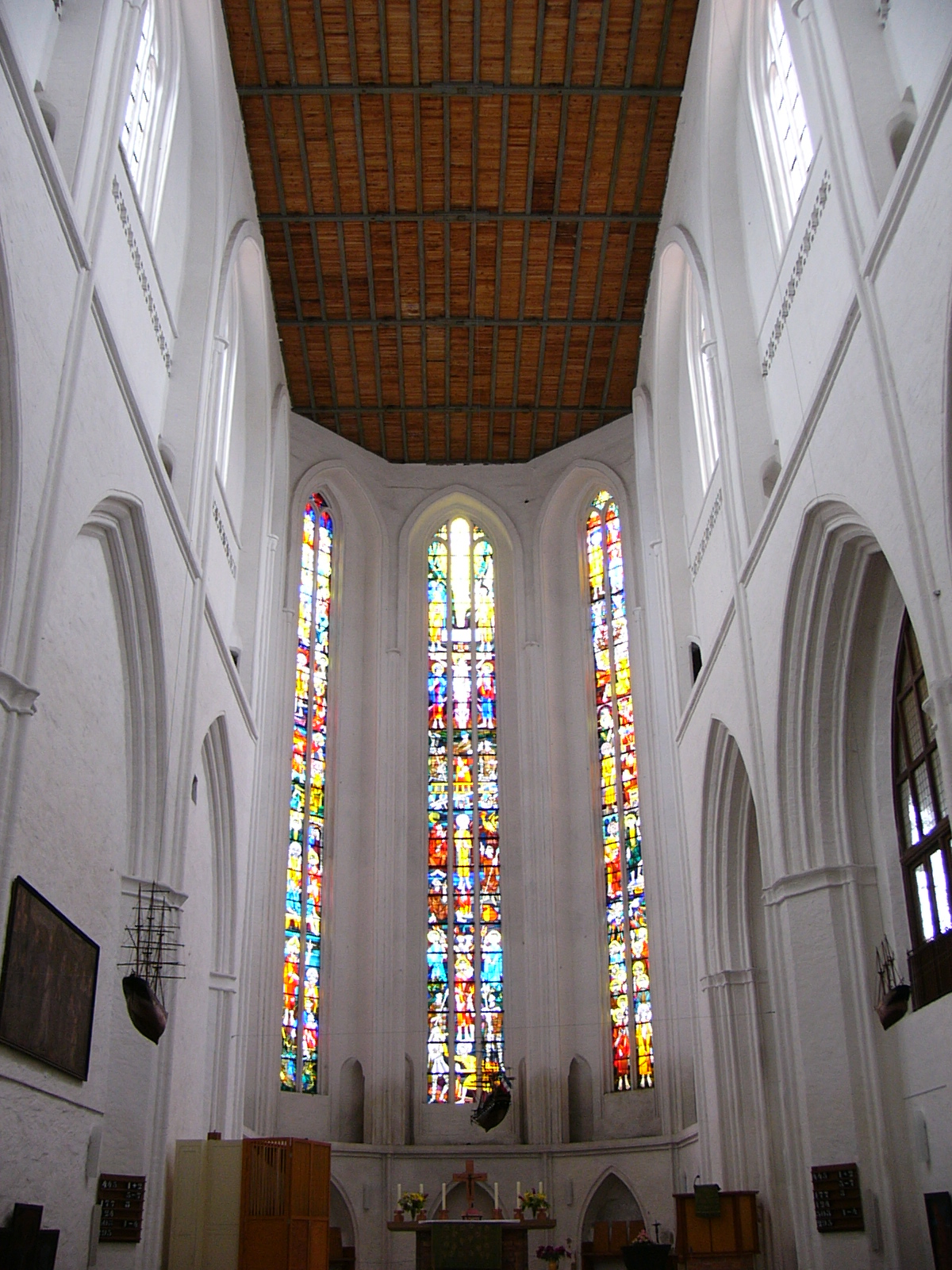
Wnętrze kościoła – widok na prezbiterium

Kościół św. Piotra jest trzynawową, czteroprzęsłową bazyliką, zakończoną od zachodu wieżą z wysokim, szpiczastym hełmem. Nawy boczne przeprute są wysokimi, ostrołukowymi oknami z blendami, po cztery w każdej, również wieża w środkowej kondygnacji ma z każdej strony po 3 wysokie, ostrołukowe okna z wyjątkiem strony wschodniej, która styka się z dachem kościoła. Najwyższa kondygnacja wieży ma po trzy małe, ostrołukowe okna z każdej strony.
Prezbiterium ma poligonalne zamknięcie, flankowane z zewnątrz dwiema wąskimi wieżyczkami zwieńczonymi szpiczastymi hełmami.
Dwustrefowy przekrój pionowy ścian wewnętrznych uwidacznia w podpiwniczeniu kościoła rząd ślepych arkad w stylu przejściowym, romańsko-gotyckim. Arkady te, otwarte od czasów zniszczeń wojennych, zostały zamurowane dopiero podczas restauracji świątyni.
Wnętrze kościoła, pomalowane na biało, jest jasne dzięki dużym oknom, przez które wpada do środka światło. W nawie północnej zachowały się sklepienia krzyżowo-żebrowe. Sklepienia w nawie głównej i południowej były zbyt zniszczone, dlatego zrezygnowano z ich rekonstrukcji w pierwotnej formie.
Wysokie na 17 m kolorowe okna prezbiterium, przedstawiające sceny z życia św. Piotra, zostały zaprojektowane przez lokalnego artystę, Lothara Mannewitza (1930–2004).